# Luther P. Eisenhart
Luther Pfahler Eisenhart (13 janvier 1876 - 28 octobre 1965) est un mathématicien américain, surtout connu aujourd'hui pour ses contributions à la géométrie semi-riemannienne.

## Biographie
Eisenhart est né à York, en Pennsylvanie, et est diplômé du Gettysburg College en 1896. Il obtient son doctorat en 1900 à l'Université Johns-Hopkins, où il est influencé (à long terme) par les travaux de Gaston Darboux et à plus court terme par ceux de Thomas Craig. Au cours des deux décennies suivantes, les recherches d'Eisenhart se concentrent sur les cadres mobiles après l'école française, mais vers 1921 prennent une tournure différente lorsqu'il s'intéresse aux défis mathématiques et à la nouvelle théorie de la gravitation, la théorie générale de la relativité d'Albert Einstein
Eisenhart joue un rôle central dans les mathématiques américaines au début du XXe siècle. Il est président du département de mathématiques de l'Université de Princeton puis doyen de la Graduate School de 1933 à 1945. Il est largement reconnu pour avoir guidé le développement en Amérique du bagage mathématique nécessaire au développement ultérieur de la relativité générale, à travers ses manuels influents et son interaction personnelle avec Albert Einstein, Oswald Veblen et John von Neumann à l'Institut d'études avancées à proximité, ainsi qu'avec des élèves doués comme Abraham H. Taub.

## Ouvrages
- Eisenhart, Luther Pfahler, Transformations of Surfaces, Princeton, Princeton University Press, 1923 (LCCN 62011699, lire en ligne)[2]
- Eisenhart, Luther Pfahler, Continuous Groups of Transformations, Princeton, Princeton University Press, 1933 (LCCN 61003361/L, lire en ligne)[3]
- Eisenhart, Luther Pfahler, Riemannian Geometry, Princeton, Princeton University Press, 1926 (lire en ligne)
- Eisenhart, Luther Pfahler, Coordinate Geometry, Dover Publishing, 1939 (lire en ligne)[4]
- Eisenhart, Luther Pfahler, Non-Riemannian geometry, New York, American Mathematical Society, 1927 (lire en ligne)[5]
- Eisenhart, Luther Pfahler, A treatise on the differential geometry of curves and surfaces, Boston, Ginn and Company, 1909 (lire en ligne)[6]